# مرغلان
مرغلان (بالإنجليزية: Margilan)‏ هي مدينة تقع في أوزبكستان في ولاية فرغانة. يقدر عدد سكانها بـ 200,000 نسمة. تعرف قديمًا باسم مرغينان، وتقع في الجنوب الشرقي من وادي فرغانة، وهي مدينة قديمة، (وفي سنة 2007م احتفلت اليونسكو بها باعتبارها مدينة تاريخية بمناسبة مرور ألفي عام على تأسيسها).
يتكون اسمها القديم من مقطعين باللغة الفارسية (مرغ) ويعني دجاج و (نان) ويعني خبز. وتقع في درب الحرير.
ومن علمائها علي بن أبي بكر بن عبد الجليل الفرغاني المرغيناني (ت 593هـ)، من أكابر فقهاء الحنفية، من تصانيفه: «بداية المبتدي»، وشرحه: «الهداية».
ويصفها السمعاني بأنها «من أشهر البلاد من نواحي فرغانة، وقد أصبحت منذ عهد القراخانيين أهم مدن المنطقة».

## أعلام
- برهان الدين المرغيناني
- سيرغي تيتيوخين